# Carlos Menem
Carlos Saúl Menem (Anillac, 2. srpnja 1930. – Buenos Aires, 14. veljače 2021.) bio je argentinski političar i predsjednik.
Sin je doseljenika iz Sirije, a po završenoj osnovnoj školi odselio je u Cordobu gdje je završio srednju školu i pravni fakultet. Godine 1955. vratio se u pokrajinu La Rioja gdje se istaknuo obranama političkih zatvorenika. 
Nakon neuspjele pobune generala Juana Josea Vallea, 1956. godine, prvi je put uhićen, a godine 1962. prvi put izabran za pokrajinskog zastupnika, no kako je tadašnja vlada vojnim udarom srušena, tu dužnost i nije obavljao. Godine 1973. izabran je za guvernera La Rioje, a nakon državnog udara 1976. drugi je put uhićen i u raznim je zatvorima ostao pet godina. 
Nakon ponovne upostave demokracije opet je, 1983. godine, postao guvernerom La Rioje, a pet godina zatim guvernerom pokrajine Buenos Aires. Godine 1989. postao je predsjednikom Argentine, a na izborima 1994. osvojio je drugi predsjednički mandat. Napisao je više knjiga o Argentini.
Od 1995 Vitez Velikog križa Velikog reda kralja Tomislava: "Za izvanredne zasluge u promicanju prijateljstva i razvoju plodne suradnje na političkom, kulturnom i gospodarskom polju između Republike Hrvatske i Republike Argentine te u promicanju mira, demokracije, stabilnosti i međunarodne suradnje u svijetu temeljene na načelima Povelja Ujedinjenih naroda i odredbe međunarodnog prava". Zagreb, 5. siječnja 1995.
Godine 2013. osuđen zbog krijumačeranja oružja u Hrvatsku i Ekvador 90-ih godina prošlog stoljeća.